# Van Akerlaken

Familiewapen van Van Akerlaken

Van Akerlaken is de naam van een Hoorns regentengeslacht waarvan een tak in 1843 werd opgenomen in de Nederlandse adel.

## Geschiedenis
De stamreeks begint met Jan Foppensz. (van Aeckerlaecken) die in 1596 in Dordrecht werd begraven. Zijn zoon, mr. Barthout van Aeckerlaecken (-1646), was schout a.i. in Dordrecht en genealoog. Diens zoon werd poorter van Amsterdam. Een kleinzoon van de laatste, mr. Joan van Akerlaken (1672-1712) trouwde met de Hoornse regentendochter Petronella Merens (1673-1748) en werd daarmee stamvader van het Hoornse regentengeslacht Van Akerlaken.
Zijn nazaat, mr. Pieter van Akerlaken (1792-1862) werd in 1843 verheven in de Nederlandse adel en hij en zijn afstammelingen verkregen daardoor het predicaat jonkheer en jonkvrouw. De adellijke tak stierf met een van zijn kleindochters in 1912 uit.
Het geslacht werd in 1956 opgenomen in het Nederland's Patriciaat. Van de daarin opgenomen takken bestaan nog nakomelingen.

## Enkele telgen
mr. Joan van Akerlaken (1672-1712), schepen en burgemeester van Hoorn; trouwde in 1693 met de Hoornse regentendochter Petronella Merens (1673-1748)
- mr. Cornelis Christoffel van Akerlaken (1694-1769), schepen, raad en burgemeester van Hoorn
  - Jan van Akerlaken (1720-1782), trouwde in 1740 met zijn nicht Maria Margareta van Akerlaken (1723-1767)
    - mr. Cornelis Christoffel van Akerlaken (1741-1799), schepen van Hoorn; trouwde in 1765 met Aafje Verloren (1744-1808), lid van de familie Verloren
      - Maria Margaretha Elisabeth van Akerlaken (1769-1799); trouwde in 1791 met mr. Jacob Comelis van de Blocquery (1765-1844), maire, later burgemeester van Hoorn
      - Jan van Akerlaken (1772-1849), schepen en vroedschap van Hoorn

    - Margareta Maria van Akerlaken (1751-1823), leproosmeesteres te Schiedam; trouwde in 1782 met mr. Willem Jager (1749-1826), pensionaris van Schiedam, hoogheemraad van Rijnland, later burgemeester van Haarlem, lid gedeputeerde staten van Holland
    - Pieter van Akerlaken (1756-1826), vroedschap van Hoorn
    - Petronella Hillegonda van Akerlaken (1763-1829); trouwde in 1785 met Cornelius de Feijfer (1765-1797), schepen van Hoorn

  - mr. Pieter van Akerlaken (1722-1784), schepen van Hoorn
    - Cornelis Christoffel van Akerlaken (1752-1800), president-burgemeester van Hoorn
      - Pieter van Akerlaken (1796-1844), burgemeester van Beets

    - Dirk van Akerlaken (1753-1810), schepen van Hoorn
      - jhr. mr. Pieter van Akerlaken (1792-1862), burgemeester van Hoorn, lid en voorzitter van de Tweede Kamer der Staten-Generaal, lid van de Eerste Kamer der Staten-Generaal
        - jhr. mr. Dirk van Akerlaken (1815-1892), lid van de Tweede Kamer der Staten-Generaal, lid van de Eerste Kamer der Staten-Generaal, lid gemeenteraad en wethouder van Hoorn; trouwde in 1841 met Christina Johanna de Vicq (1820-1860), lid van de familie De Vicq
          - jhr. Dirk Christiaan Joan van Akerlaken (1847-1877), burgemeester en secretaris van Beets, burgemeester van Oudendijk
          - jkvr. Maria Jacoba van Akerlaken (1848-1912), laatste telg van de adellijke tak

        - jkvr. Catharina Johanna van Akerlaken (1817-1890); trouwde in 1836 met mr. Hendrik Anthony Cornelis Chais van Buren (1800-1862), lid raad van Hoorn
        - jhr. mr. Abraham van Akerlaken (1822-1874), kantonrechter te Hoorn

  - Nicolaas Cornelis van Akerlaken (1728-1773), schepen van Hoorn
    - Margareta van Akerlaken (1755-1805), trouwde in 1778 met Arend Hartjens (1751-1802), schepen van Hoorn
    - Joan van Akerlaken (1757-1817), schepen en raad van Hoorn; trouwde in 1778 met Cornelia Verloren (1755-1798), lid van de familie Verloren
- mr. Meijnard van Akerlaken (1695-1731), schepen van Hoorn
  - Maria Margareta van Akerlaken (1723-1767); trouwde in 1740 met haar neef Jan van Akerlaken (1720-1782)
- Joan van Akerlaken (1699-1742), schepen van Hoorn
- Bregitta van Akerlaken (1701-1723); trouwde in 1719 met mr. Cornelis Avenhorn (1695-1727), schepen en burgemeester van Hoorn
- Maria Eva van Akerlaken (1705-1736); trouwde in 1728 mr. Cornelis van Foreest (1704-1761), heer van Nijenburgh, Schoorl en Camp, schepen, raad en burgemeester van Hoorn
- dr. Anthony Allard van Akerlaken (1706-1745), medisch doctor, schepen van Hoorn
- Pompeja van Akerlaken (1710-1743); trouwde in 1735 met mr. Simon Jongemaets van Nieuwstadt (1713-1764), schepen van Hoorn

Geslachten die opgenomen zijn in het sinds 1910 verschijnende genealogische naslagwerk Nederland's Patriciaat. Lijst volgens opgave van het CBG Centrum voor familiegeschiedenis.
A · B · C · D · E · F · G · H · I · J · K · L · M · N · O · P · Q · R · S · T · U · V · W · Y · Z